# Парсаданян, Арам Суренович
Арам Суренович Парсаданян (арм. Արամ Սուրենի Փարսադանյան; 21 декабря 1957, Ереван — 8 июня 2018) — советский и армянский футболист, защитник; тренер. Мастер спорта СССР (1976).

## Биография
Дебютировал в составе ереванского «Арарата» 12 сентября 1975 года в возрасте 17 лет в гостевом матче 22 тура чемпионата СССР против «Черноморца». Через пять дней провёл единственный матч в еврокубках — в домашнем матче 1/16 Кубка обладателей кубков против кипрского «Анортосиса» (9:0) вышел на замену на 80-й минуте. За пять лет в «Арарате» сыграл 46 игр. Перед сезоном 1980 был на просмотре в московском «Торпедо». С 1982 года — в команде второй лиги «Котайк» Абовян, с которой в 1984 году вышел в первую лигу. За семь лет в 245 матчах забил 15 мячей. В 1990—1991 годах играл за команды второй низшей лиги «Импульс» Дилижан и «Сюник» Капан. В 1992—1994 годах выступал в чемпионате Армении за «Бананц» Котайк.
В 1995—2003 годах работал тренером в клубах Армении, в 2000 году был в тренерском штабе сборной Армении, в конце 2000-х годов числился помощником Ашота Барсегяна в клубе «Бананц-2».

## Достижения
- Серебряный призёр чемпионата СССР: 1976 (весна)
- Победитель юниорского турнира УЕФА: 1976